# エボニー (雑誌)

エボニーに記事を書く編集記者

エボニー（Ebony）はアフリカ系アメリカ人向けの月刊誌。本拠はシカゴ、イリノイ州。ジョン・H・ジョンソンが1945年秋に創刊。
ダイジェスト版の姉妹誌『ジェット』がジョンソン·パブリッシング·カンパニーから出ている。

## 歴史
エボニーのカバー写真は、創業以来、アフリカ系アメリカ人の有名人や政治家に焦点を当てている。例：ドロシー・ダンドリッジ、マライア・キャリー、ダイアナ·ロス、マイケル・ジャクソン、キャロルモーズリーブラウン、バラク・オバマ、ゾーイ·サルダナ、タイリース·ギブソン、タイラー·ペリーなど。
自己肯定的にアフリカ系アメリカ人の問題、個性や興味に対応してきた。
広告主は、過去には、自社製品の広告に黒人のモデルを採用した。しかし、今日では、多くの広告がすでに黒人のモデルを使わず、頻繁に黒人以外のモデルの広告が掲載される。
2010年11月には、「65周年特別エディション」を出し、カバー特集にタラジ・P・ヘンソン、サミュエル·L·ジャクソン、アッシャーとメアリー·J.ブライジが載った。
かつてのホワイトハウス国務長官デジレ・ロジャースは、最高経営責任者（CEO）となった。
2008年8月に同誌は「全時代における25人のクールなブラザー」特集を出し、特殊な8種類の表紙バージョンを出版した。ラインナップはジェイ·Z 、バラク·オバマ、プリンス、サミュエル·L·ジャクソン、デンゼル·ワシントン、マーヴィン・ゲイ、モハメド・アリとビリー·ディー·ウィリアムズ。

## 参照
1. ↑  Editors (2008年7月7日). “Ebony: The 25 Coolest Brothers Of All Time”. TaleTela. 2009年1月3日閲覧。